# Ramphotyphlops olivaceus
Ramphotyphlops olivaceus là một loài rắn trong họ Typhlopidae. Loài này được Gray mô tả khoa học đầu tiên năm 1845.